# 최재호 (성우)
최재호(1971년 3월 1일~)는 대한민국의 성우이다. 1996년 투니버스 2기 공채 성우로 데뷔하였다.

## 주요 출연작
굵은 글씨는 메인 캐릭터.

### 애니메이션
- 1997 아따아따 (투니버스) - 한준치 선생님 (단비 담임)
- 짱구는 못말려 극장판: 흑부리 마왕의 야망 (챔프) - 풍천검객
- GTO (투니버스) - 키쿠치 요시토
- 가정교사 히트맨 리본 (투니버스) - 감마
- 간츠 (애니박스) - 호죠 마사노부
- 강아지똥 (투니버스) - 가랑잎
- 디지몬 크로스워즈 (대원방송) - 그라니
- 요괴인간 타요마 3기:공존의 시작 (투니버스) - 눈알 아저씨
- 요괴인간 타요마 (투니버스) - 눈알 아저씨
- 고스트 바둑왕 (투니버스) - 이스미 신이치로
- 쾌걸 근육맨 2세 (투니버스) - 케빈마스크
- 갓슈벨 (대원방송) - 웡 레이, 란스
  - 갓슈벨 Final (대원방송) - 웡 레이
- 기갑경찰 메탈젝 (투니버스) - 노세창
- 엔젤릭 레이어 (투니버스) - 남우
- 기어파이팅 샤이닝 (투니버스) - 강민
- 꽃보다 남자 (투니버스) - 한루이
- 너에게 닿기를 (투니버스) - 블랙, 남자
- 다!다!다! (투니버스) - 송경호, 테리
- 더 파이팅 (투니버스) - 알렉산더 볼그 장기에프
- 따끈따끈 베이커리 (투니버스) - 최강기
- 똑바로 가자 (투니버스) - 찬희
- 란마1/2 (투니버스) - 강동수(쿠노 타테와키)
- 레이브 (투니버스) - 유리우스
- 로드스도 전기 영웅기사전(투니버스) - 세실
- 로봇전사 감마(투니버스) - 야미노리우스 3세
- 마법의 스테이지 팬시라라(투니버스) - 성시현
- 달빛천사(투니버스) - 루나 아빠
- 난다 난다 니얀다(재능TV) - 고양이 카페 주인, 양보업자
- 메이저 2기(투니버스) - 오기수 / 장문찬 감독
- 메탈베이블레이드(투니버스) - 크랩킹
- 멀티랜서(투니버스) - 루퍼스
- 명탐정 코난(투니버스) - 핫토리 헤이지 (하인성), 검은 조직의 실력파 저격수 코른
- 명탐정 코난 극장판 3기 - 세기말의 마술사 (투니버스) - 핫토리 헤이지 (하인성)
- 명탐정 코난 극장판 13기 - 칠흑의 추적자 (투니버스) - 핫토리 헤이지 (하인성), 검은 조직의 실력파 저격수 코른
- 명탐정 코난 극장판 14기 - 천공의 난파선 (투니버스) - 핫토리 헤이지 (하인성)
- 명탐정 코난: 진홍의 연가 - 핫토리 헤이지 (하인성)
- 명탐정 코난: 100만 달러의 오릉성 - 핫토리 헤이지 (하인성)
- 선계전 봉신연의(투니버스) - 나타 / 백학동자
- 블리치(투니버스) - 이시다 우류
- 블리치 2기(투니버스) - 이시다 우류
- 빨간모자의 진실(MBC) - 빌
- 사랑은 정말(투니버스) - 유마루
- 사무라이 참프루(투니버스) - 무겐
- 서쪽의 착한 마녀(애니맥스) - 유시스 로랜드
- 수퍼 멍멍이 레츠고 테피(카툰네트워크) - 아빠
- 스타오션EX(투니버스) - 클로드 C 케니
- 신기동전기 건담 W(투니버스) - 트로와 바톤
- 신기동전기 건담 W - 엔드리스 왈츠(투니버스) - 트로와 바톤
- 신비한 별의 쌍둥이 공주 꼬옥!(투니버스) - 에드워드(에드뚱)
- 신혼합체 고단나(MBC무비스) - 코우지 테츠야
- 웨딩피치DX(투니버스) - 케빈
- 에어기어(애니맥스) - 미쿠라 카즈마
- 오란고교 사교클럽(투니버스) - 네코자와 우메이토
- 왕 도둑징(투니버스) - 반 쿼트 / 마스터 기어 / 포스티노
- 은하철도 999 첫 번째 극장판(투니버스) - 라우로
- 은혼(투니버스) - 카츠라 코타로
- 천지무용 in Love(투니버스) - 마사키 노부유키
- 초광속 그랜들(투니버스) - 지수
- 초인 로크 - 로드제온(투니버스) - 페리안 소령
- 출동! 메가트레인(투니버스) - 실버 익스프레스
- 마루코는 아홉살(투니버스) - 아몬
- 카우보이 비밥(투니버스) - 린
- 개구리 중사 케로로(투니버스) - 조루루 병장
- 클라나드(애니박스) - 요시노 유스케
- 탐정학원 Q(투니버스) - 나나미 코타로
- 펌프킨 시저스(애니맥스) - 오렐드
- 헌티드 정션(투니버스) - 빨간망토 가면 / 난죠
- 학원 앨리스(투니버스) - 양은우
- 행복한 세상의 족제비(투니버스) - 조용준
- 환상게임(투니버스) - 유각
- 배틀짱(투니버스) - 반 딕트
- 캐릭캐릭 체인지(투니버스) - 슈
- 무지개요정 통통(KBS) - 통킹
- 미래전사 런딤(MBC)
- 일지매(SBS) - 장군
- 유희왕 5D's(챔프) - 디바인
- 짜장소녀 뿌까(MBC) - 토베
- 붐이담이 부릉부릉(MBC) - 민구
- 이야기 여행(MBC)
- 원피스:스페셜에피소드-금사자의 꿈틀거리는 야망(투니버스) - 라르고
- 페어리 테일(챔프) - 프리드 / 아즈마
- 페어리 테일:극장판-봉황의무녀 - 프리드
- 발명왕 트레이시(MBC 무비스) - 제이크
- 파딩숲 친구들의 모험(투니버스) - 꿩
- 엄지공주의 모험(투니버스)
- 신데렐라(투니버스) - 모아
- DARKER THAN BLACK -흑의 계약자-(애니맥스) - 니시지마 / 세르게이
- 버드나무 사이로 부는 바람(투니버스)
- 로봇전사 감마(투니버스) - 미놀리우스 3세
- 총몽(투니버스)
- 영원의 나라 게쉬탈트(투니버스) - 리치
- 초광속 그랜돌(투니버스) - 지수
- GLASSY OCEAN(투니버스) - 나레이션
- 수퍼멍멍이 레츠고 테피(카툰네트워크) - 아빠
- 해피 럭키 깜짝맨(카툰네트워크) - 행운신
- 울트라 B(투니버스) - 아빠
- 더티페어 FLASH(투니버스)
- 스피드 레이서 넥스트 제너레이션(카툰네트워크) - 코너
- 델토라 퀘스트(애니맥스) - 데인
- 슬레이어즈 TRY(투니버스) - 시리우스 / 케렐
- 왕도둑 징(투니버스) - 포스티노 / 마스터 기어 / 반쿼터 / 청년
- 최유기 리로드(투니버스) - 남파
- 날아라 호빵맨(투니버스, 대원방송) - 식빵맨
- 테니스의 왕자(투니버스) - 오이시 / 고문 선생님
- 카레이도 스타(투니버스) - 남자 2
- 나루토(투니버스) - 단
- 무적코털 보보보(투니버스)
- 전설의 마법 쿠루쿠루(투니버스) - 호리마을 촌장 / 주례 신부
- 몬스터(투니버스) - 얀 스쿠
- 극상학생회(챔프) - 히토시
- 토리코(카툰네트워크) - 토미로드
- 아가사 크리스티의 명탐정 포와로와 마플(투니버스) - 도널드 프레이저
- 조이드(투니버스) - 벨 / 랄프 / 마크먼 / 사관 / 도셋 / 테이라 / 단 / 거스 / 하인츠 / 병사
- 나의 지구를 지켜줘(투니버스) - 이정
- 레인(투니버스)
- 천공전사 젠키(투니버스) - 사견신
- 멜티랜서(투니버스) - 루파스
- 기갑경찰 메탈잭(투니버스) - 세창
- 기갑전사 걸키버(투니버스) - 강호 / 파일럿 / 자자
- 오즈(투니버스)
- 내 사랑 유미(투니버스)
- 자이언트 로보(투니버스) - 시즈마 / 홍준식
- 아미테이지 더 서드(투니버스)
- 울프스 레인(투니버스) - 이크 / 자가라 비서 / 검은 고양이
- 전쟁과 축구(투니버스) - 윌
- 자니 브라보(투니버스)
- 쫑아는 사춘기(MBC 무비스) - 왕짱구
- 코스모워리어 제로(DVD) - 야타란 / 유진
- 미래전사 씨어(투니버스) - 에드워드 / 딘
- 유니코2(애니박스) - 토비
- 웨딩피치(투니버스) - 스노우맨
- 헌터X헌터 극장판 팬텀루즈 - 노부나가
- 카이지 (바둑TV) - 후루하타
- 토리코 극장판 : 미식신의 스페셜메뉴 - 토미로드
- 매일엄마(투니버스) - 아빠
- 치치랜드(투니버스) - 카포대장
- 신비아파트 시리즈 (투니버스) - 구인남
  - 신비아파트: 금빛 도깨비와 비밀의 동굴 - 구인남(아빠)
  - 극장판 신비아파트: 하늘도깨비 대 요르문간드 - 구인남(아빠)

### 방송
- 무한지대큐(KBS)
- 1 VS 100(KBS)
- 나는 남자다(KBS)
- 여왕의 꽃(MBC) - 면접관 (배우로 출연)

### 게임
- 드래곤네스트 - 클레릭, 팔라딘, 프리스트
- 그랜드체이스 - 디오
- 제노에이지 - 진키스 디 리하스
- 건담전기 - 밥, 아담스키, 지온병A
- 쿠키런: 킹덤 - 탐험가맛 쿠키

### 영화
- 삼국지 극장판(CHING) - 손환 (기빈준)
- 아바타 (2009년 영화) - 쯔테이 (라즈 알론소)
- 너의 이름은. - 테시가와라 타츠히코
- 극장판 요괴워치: 섀도우 사이드 도깨비 왕의 부활 - 눈알 아저씨

### 외화
- 가면라이더 드래건(투니버스) - 렌 / 가면라이더 나이트
- 가면라이더 파이즈(투니버스) - 슈지 / 가면라이더 델타
- 가면라이더 블레이드(챔프/애니원) - 다치바나 사쿠야(아마노 히로나리) / 가면라이더 가렌
- 가면라이더 디케이드(챔프) - 사쿠야
- 가면라이더 포제(챔프) - 하야미 코우헤이 / 공평진
- 죽어도 예쁜 걸(투니버스) - 버디 / 박스터
- 33분 탐정(투니버스) - 매니저
- 파워레인저 캡틴포스(챔프) - 천화성 료 (류 레인저)
- 자이언트 세이버(투니버스) - 핀

### TV CF
- 기아자동차
- 모젠
- 세콤
- 제네시스

### 라디오CF
- 혼다